# Балашов, Николай Гордеевич
Николай Гордеевич Балашов (1911 — после 1985) — участник Великой Отечественной войны, гвардии подполковник, является одним из пяти человек, трижды награждённых орденом Александра Невского.

## Биография
В 1933 призван в Красную армию, служил на Дальнем Востоке в артиллерийских частях. В 1935 остался на сверхсрочную службу, затем поступил в военное училище, после окончания которого был направлен служить в Московский военный округ. С началом Великой Отечественной войны был направлен в 120-ю стрелковую дивизию на должность командира артиллерийской батареи. Участвовал в боях в период сражений под Смоленском и под Ельней. В дальнейшем, летом 1941 был командиром отдельного миномётного дивизиона. Осенью 1941 воевал в составе Брянского фронта. Во время боёв на Курской дуге был заместителем командира 34-го гвардейского артиллерийского полка. Во время боёв в июле 1943 он беспрерывно находился на переднем крае стрелковых подразделений и с наблюдательного пункта лично корректировал огонь артиллерийских батарей. В ноябре 1943 назначен на должность командира 477-го армейского миномётного полка. За успешные наступательные бои под Коростенем повышен в воинском звании и награждён орденом Красного Знамени.  Затем участник наступательных боёв в составе 1-й гвардейской армии, форсирования реки Одер. Участник Берлинской операции, его полк наступал на столицу нацистской Германии с юга. 18 апреля 1945 тяжело ранен осколками разорвавшегося вражеского снаряда. 

## Звания
- рядовой (1933);
- сержант;
- гвардии майор;
- гвардии подполковник (1944).

## Награды
Награждён орденом Красного Знамени, тремя орденами Александра Невского, двумя орденами Отечественной войны I степени, медалью «За боевые заслуги» и другими медалями СССР.